# ヴィプラチッティ
ヴィプラチッティ (Viprachitti) とは、インド神話に登場するダーナヴァの王である。

## 解説
ヴィプラチッティはカシュヤパ仙とアスラのダヌの間に生まれた。マヤースラの父でもある。妻はシンヒカー。マヤースラの娘マンドーダリーが羅刹王ラーヴァナと結婚したため、メーガナーダ（インドラジット）はひ孫という関係になっている。